# Тулуківська сільська рада
| Тулуківська сільська рада — колишній орган місцевого самоврядування у Снятинському районі Івано-Франківської області з адміністративним центром у с. Тулуків. Водоймища на території, підпорядкованій даній раді: річки Прут, Чорнява. Сільській раді підпорядковані населені пункти: - с. Тулуків - с. Келихів |

## Склад ради
Рада складається з 20 депутатів та голови.

### Керівний склад ради
| ПІБ                     | Основні відомості                                                                             | Дата обрання | Дата звільнення |
| ----------------------- | --------------------------------------------------------------------------------------------- | ------------ | --------------- |
| Курилюк Іван Михайлович | Сільський голова, 1956 року народження, освіта, член Всеукраїнського об'єднання «Батьківщина» | 26.03.2006   | 31.10.2010      |
| Кулилюк Іван Михайлович | Сільський голова, 1956 року народження, освіта середня спеціальна, безпартійний               | 31.10.2010   |                 |

Примітка: таблиця складена за даними джерела